# Nachal Achdir
Nachal Achdir (hebrejsky נחל אחדיר) je vádí v jižním Izraeli, v centrální části Negevské pouště.
Začíná v nadmořské výšce přes 600 metrů v masivu Har Chatira. Směřuje pak k západu kopcovitou pouštní krajinou. Severně od vesnice Merchav Am ústí zprava do vádí Nachal ha-Ro'a.